# Cúp quốc gia Scotland 1931–32
 Cúp quốc gia Scotland 1931–32 là mùa giải thứ 54 của giải đấu bóng đá loại trực tiếp uy tín nhất Scotland. Chức vô địch thuộc về Rangers khi đánh bại Kilmarnock trong trận đá lại Chung kết.

## Bán kết
| Kilmarnock | v | Airdrieonians |
| ---------- | - | ------------- |
|            |   |               |

| Rangers                                            | v | Hamilton Academical |
| -------------------------------------------------- | - | ------------------- |
| James Marshall (2) Sam English (2) Sandy Archibald |   |                     |

## Chung kết
| Rangers     | v | Kilmarnock  |
| ----------- | - | ----------- |
| Bob McPhail |   | Bud Maxwell |

### Đá lại
| Rangers                               | v | Kilmarnock |
| ------------------------------------- | - | ---------- |
| Jimmy Fleming Sam English Bob McPhail |   |            |